# Jean Turpin

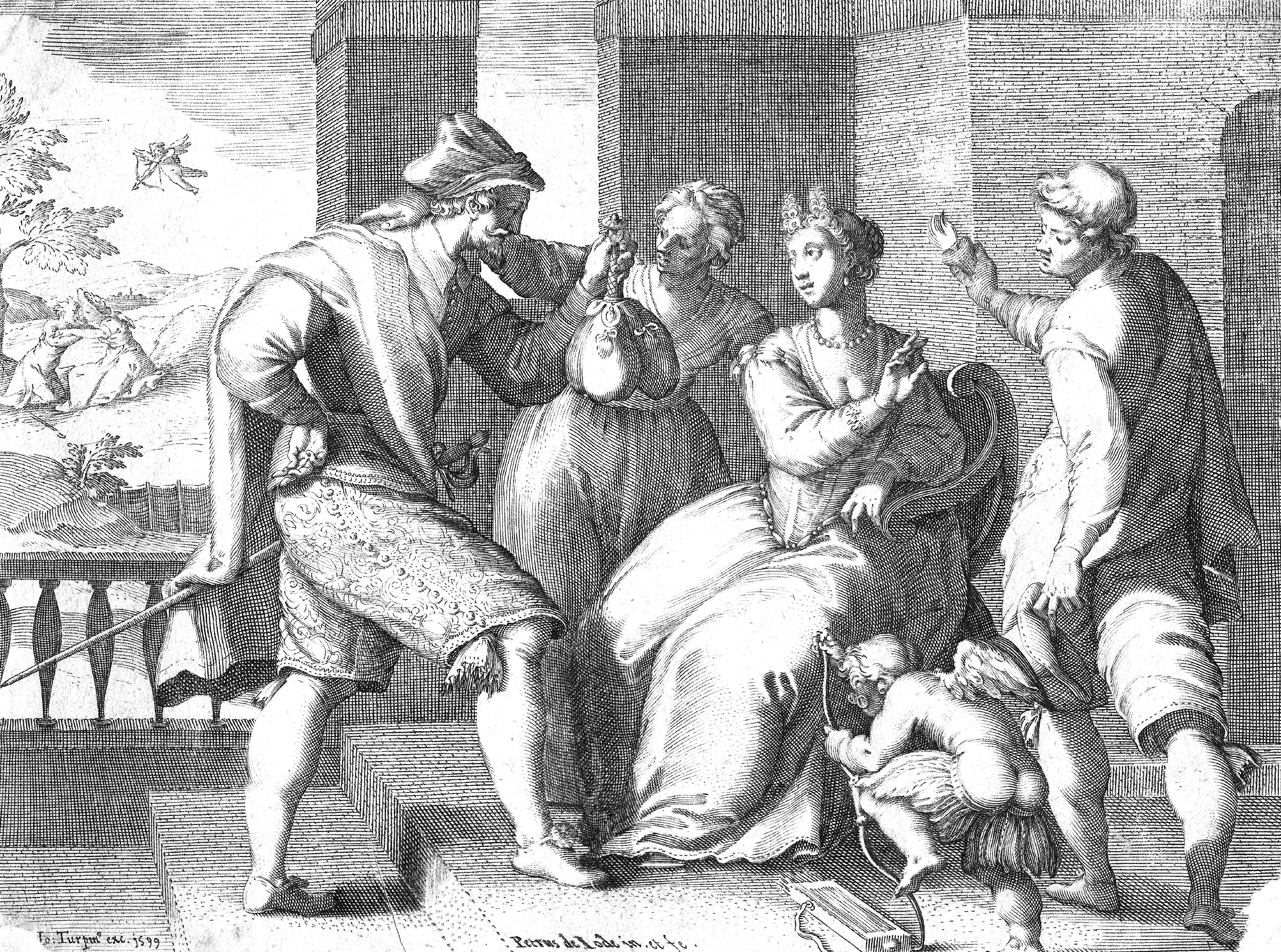
Die Brautwerbung; Kupferstich von Jean Turpin und Pieter Jode 1599

Jean Turpin, auch Jean Turpinus (* 1561 in Frankreich; † nach 1626 in Rom) war ein französischer Kupferstecher und Kunsthändler, der in Rom tätig war.

## Leben
Jean Turpin war mit Bartolomée-Félicie verheiratet. Er teilte sich, gemeinsam mit seiner Frau, deren Schwester und dem Kupferstecher Philippe Thomassin, mit dem er seit 1588 eine geschäftliche Partnerschaft eingegangen war, eine kleine Wohnung in einem Haus aus dem 14. oder 15. Jahrhundert. Thomassin heiratete 1589 Barbara Ungé (oder Unger), die Schwester der Ehefrau Turpins, so dass sie verschwägert waren. Die Turpins hatten mindestens eine Tochter Jeanne, die am 22. Mai 1597 in Rom geboren und am 25. Mai getauft wurde. Eine weitere Tochter wurde im Mai 1598 geboren und wurde nach ihrer Tante Barbara genannt. Am 30. Mai 1599 wurde der am 27. Mai geborene Caesar getauft und im November 1601 die Tochter Catherine geboren (wobei betont wird, dass Philippe Thomassin keine Patenschaft für sie übernahm, da sich die Paare nach dem Tod seiner Frau Barbara getrennt hatten). Nach dem Tod von Barbara Ungé endete seine Partnerschaft mit Thomassin am 19. Januar 1602.  Zwischen 1597 und 1602 war er auch mit dem Stecher (?) und Kunsthändler Philippe Thomassin assoziiert.
Turpins Rolle in dem Gemeinschaftsunternehmen mit Thomassin ist unklar, von ihm selbst sind nur sehr wenige signierte Stiche bekannt:
- Heinrich IV. von Frankreich zu Pferde
- Morte e miracolo del B. Filipo Fiorentino, nach Lorenzo Sabbatini
- Die Brautwerbung. Kupferstich von Jean Turpin und Pieter Jode (1599)

Sein Sohn Cesare Turpin war ebenfalls als Maler in Rom tätig und ist 1620 nachweisbar.